# NGC 1654
NGC 1654 је спирална галаксија у сазвежђу Еридан која се налази на NGC листи објеката дубоког неба.
Деклинација објекта је - 2° 5' 0" а ректасцензија 4h 45m 48,4s. Привидна величина (магнитуда) објекта NGC 1654 износи 13,5 а фотографска магнитуда 14,4. NGC 1654 је још познат и под ознакама UGC 3154, CGCG 394-3, IRAS 04433-0210, PGC 15943.